# Barleria richardsiae
Barleria richardsiae är en akantusväxtart som beskrevs av I.Darbysh.. Barleria richardsiae ingår i släktet Barleria och familjen akantusväxter. Inga underarter finns listade i Catalogue of Life.